# 47th Flying Training Wing
Le 47th Flying Training Wing (47th FTW, 47e Escadre d'entrainement aérien), est une unité de l'Air Education and Training Command de l'United States Air Force basée à Laughlin Air Force Base près de la ville de Del Rio dans le Texas.